# Tugimaantee 69
De Tugimaantee 69 is een secundaire weg in Estland. De weg loopt van Võru via Sangaste naar Tõrva en is 71,3 kilometer lang. 